# مادهو (ممثل)
مادهو هو منتج أفلام ومخرج وممثل هندي (وحمل سابقاً جنسية الراج البريطاني)، ولد في 23 سبتمبر 1933 بثيروفانانثابورام في الهند. من الجوائز التي نالها جائزة فيلم فير جنوب.

## جوائز
- جائزة فيلم فير جنوب

## وصلات خارجية
- مادهو على موقع IMDb (الإنجليزية)
- مادهو على موقع قاعدة بيانات الفيلم (الإنجليزية)
- مادهو على موقع كينوبويسك (الروسية)